# Liolaemus chillanensis
El lagarto de Chillán (Liolaemus chillanensis) es una especie de lagarto del género Liolaemus, nativa de Chile y Argentina.

## Descripción
Es un lagarto de gran tamaño y cuerpo robusto. Mide entre 197 y 208 mm desde la cabeza a la cola y desde la cabeza a la cloaca son de 57 a 78 mm. 
El patrón dorsal tiene una línea vertebral fragmentada con manchas paravertebrales y bandas laterales oscuras. 
La cabeza es de forma triangular y su cuello que es más ancho que ésta.
Todo su cuerpo presenta una coloración café oliváceo, excepto su abdomen que presenta un color celeste.

## Comportamiento
Es de un carácter tímido y suele esconderse entre la vegetación y las rocas.
A veces puede tener un comportamiento no agresivo con distintas especies como: Liolaemus schroederi, Liolaemus tenuis, Tachymenis chilensis y Phymaturus vociferator.

## Reproducción
Tiene una reproducción ovipara.

## Alimentación
Su alimentación es omnívora.

## Hábitat
Habita en sectores cordilleranos rocosos con vegetación arbustiva.

## Distribución geográfica
Se distribuye en la cordillera de los Andes desde 8000 a 2300 m s. n. m.. 
En Chile se encuentra en el sector cordillerana de la región de Ñuble. En Argentina se encuentra de manera marginal en la alta cordillera de Neuquén.